# Montemonaco
Montemonaco est une commune italienne de la province d'Ascoli Piceno dans la région Marches en Italie.

## Géographie
Montemonaco se trouve à 35 km d’Ascoli Piceno, à 67 km de Fermo et à 211 km de Rome.
La localité se dresse dans la haute vallée de l’Aso, sur un léger plateau de crête surplombant Monte Zampa et Monte Sibilla à une altitude de 988 m d’altitude. C’est la deuxième plus haute ville des Marches.
Le territoire communal retombe pour la plupart à l’intérieur du parc national des Monts Sibyllins et va des sommets du massif du Vecteur, dans le lit duquel se trouve le Lac de Pilate, à celles de l’Argentella, Pizzo del Diavolo, Palazzo Borghese, Monte Porche qui marquent la frontière administrative avec Norcia et l’Ombrie, jusqu’aux crêtes de Monte Sibilla et la commune de Montefortino vers le nord-est. Des pentes douces et herbeuses du Mont Sibilla et Mont Zampa jusqu’à la dégradation du paysage vallonné vers Comunanza, les collines du côté sud de la haute vallée de l’Aso et le Mont Altino s’étendent jusqu'aux hauts plateaux à proximité de l’église de Santa Maria in Pantano à Montegallo.

## Entre Histoire et Légende
Terre ancienne, Montemonaco accueille depuis la fin du Moyen Âge des gens provenant de terres lointaines. Attirés par la libéralité et l’intolérance commune aux pouvoirs, elle fut jadis constituée des moines Montmonacais. Certaines franges jugées hérétiques comme les Fraticelli Michelisti, les Clareni, les Sacconi, les adeptes des Chevaliers templiers ainsi que d’autres hérétiques échappés des états ou des villes les moins tolérantes de la péninsule, se répandirent dès le XIVe siècle dans les terres montagneuses les plus sûres du territoire de Montemonaco et des communes limitrophes. D’autres décidèrent de traverser la mer Adriatique et s’installent en Dalmatie ou en Grèce.
Parmi les événements du XVe siècle qui contribueront, les siècles suivants, à faire connaître Montemonaco bien au-delà de son cadre naturel géographique, nous en retiendrons deux parmi les plus significatifs : d’une part, la venue sur ces terres de l’écuyer français Antoine de La Sale au service du duc Louis III d’Anjou en mai 1420, et d’autre part la publication en 1473 du Roman d’Andrea da Barberino, Guerrino dit meschino. Les deux événements se déplacent sur la toile de fond de la légende de la Sibylle des Apennins et le complexe hypogée de sa grotte, recomposé depuis l’antique dans le territoire Montmonacaise.

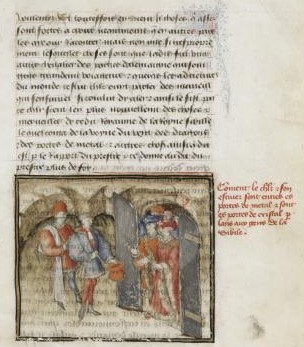
Illustration d'Antoine de la Sale représentant l’entrée du Règne de la Sybille, 1420.

Mais alors que dans le roman d’Andrea da Barberino, Montemonaco est citée marginalement dans une intrigue littéraire entièrement centrée sur la légende de la Sibylle des Apennins et de sa mythique grotte, le journal autoptique d’Antoine de La Sale dans le récit intitulé Le Paradis de la Reine Sibylle, dont la première version manuscrite est conservée à la bibliothèque du musée Condé, au château de Chantilly, puis inséré dans sa summa pédagogique destinée à l’instruction de Jean d’Anjou, fils du roi René (René d’Anjou) est historiquement intéressante comme première tentative indirecte dont on ait connaissance visant à laïciser la légende de la Sibylle au début de la Renaissance. 
La renommée de la Sibylle des Apennins s’est répandue jusqu'en Bourgogne où la duchesse Agnès, sœur de Philippe le Bon, possède une tapisserie dans son château avec la représentation de la grotte de la Sibylle. La Sale vit la tapisserie dans le château d'Angers, en 1437, à l’occasion du mariage de sa fille, Marie de Bourbon, avec le fils de René d'Anjou et constatant que la représentation des lieux ne correspondait pas à la vérité, décida de lui raconter le voyage, 17 ans plus tôt, et tout ce qu’il avait vu et entendu. Parmi les motivations qui auraient poussé Antoine de La Sale à entreprendre le voyage, Detlev Kraack identifie celui de l’honneur : cependant, il n’a pas été envoyé par la dame elle-même sur les montagnes de la Sibylle. Antoine de La Sale voyageait déjà depuis longtemps en Italie, à la suite des ducs d’Anjou, Louis II et Louis III, d’abord, puis le roi René. Les Anjou espéraient récupérer le royaume de Naples, mais cet espoir fut brisé en 1442, lorsque cette ville fut arrachée par les Aragonais. 
La Sale partit donc de Bourgogne et arriva en Ombrie, fit étape à Assise et Spolète, où il fit graver ses enseignes dans la basilique de San Francesco et dans le Duomo de Spoleto. Puis, par le col de Sasso Borghese, le 28 mai 1420, il arrive à Montemonaco. C’est là qu’il écoute de la voix des habitants de Montemonaco dont Antonio Fumato les récits sur la Reine Sibylle, cherche à comprendre s’il y a vraiment des fées et des sibylles, et commence à s’acheminer vers la grotte. Il suivra tout le récit sur le royaume de la Sibylle et sur ses servantes voilées de peur et de scepticisme, et leurs façons de faire pour se sauver de l’Inquisition. Antoine de La Sale reviendra à Montemonaco une deuxième fois en 1440.

## Montemonaco, excommuniée et absoute

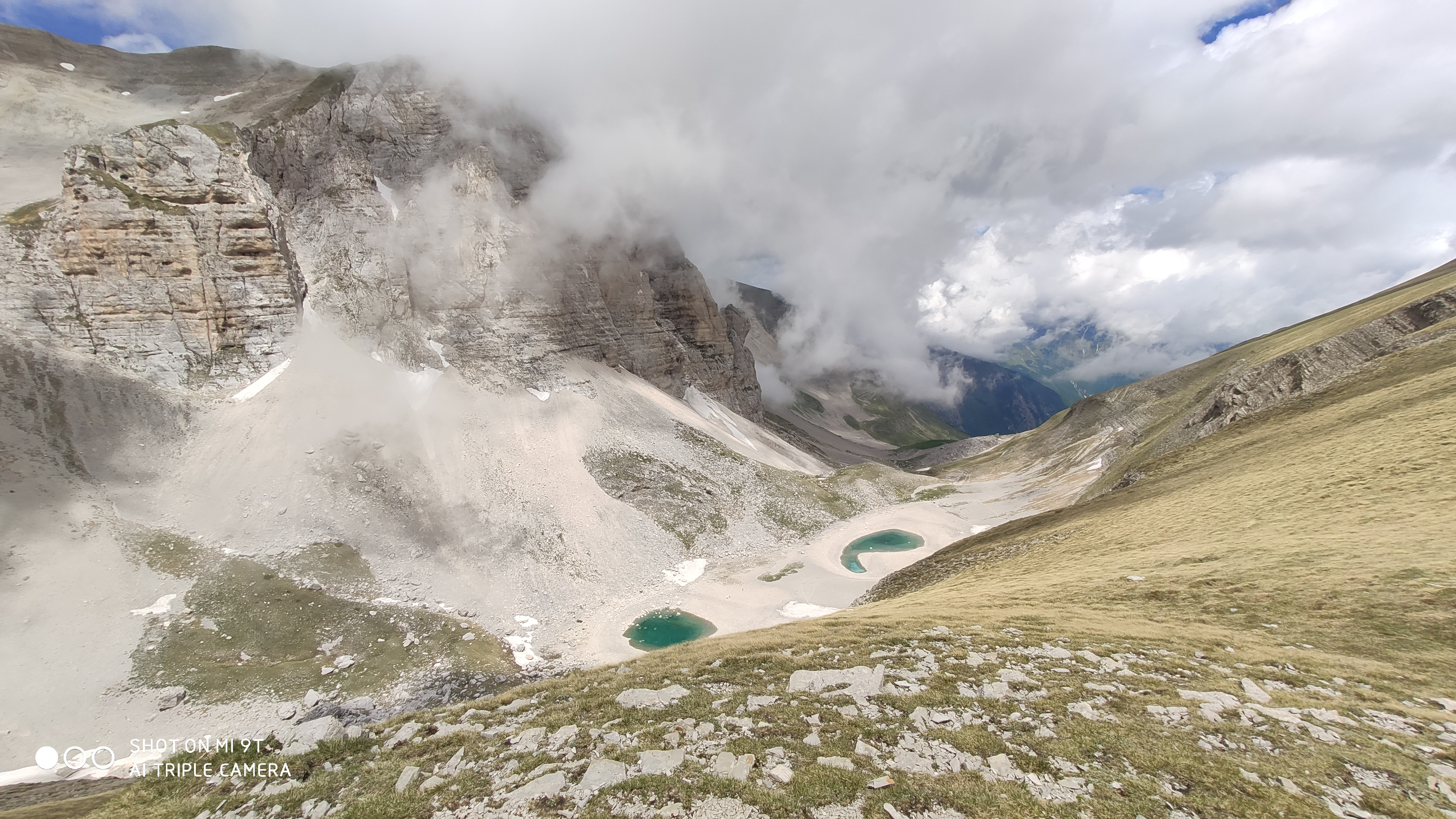
Lac du Pilate, jadis nommé Lacum Sibillae.

Dans un parchemin datant de 1452, douze ans après la dernière visite d'Antoine de La Sale, est transcrite la sentence d'acquittement de l'excommunication des prieurs et de toute la communauté montmonacaise pour avoir accueilli des chevaliers en provenance d'Espagne et du royaume de Naples. Pendant des mois, ils se consacrèrent à l'art de l'alchimie dans une maison du village (maison de Ser Catarino). Les principaux chefs d'accusation retenus contre les Montmonacais furent ceux d'avoir aidé et accompagné les chevaliers jusqu'au lac de la Sibylle (lac de Pilate) pour y consacrer des livres diaboliques et une fois mis en prison sur ordre de l'Inquisition, de les avoir fait fuir ! L'inquisiteur de la Marche d'Ancône De Guardarjis traduisit alors les Prieurs et toute la communauté en justice à Tolentino pour les juger. 
Mais curieusement, à la fin d'un long débat de procédure, tous furent acquittés et libérés de l'excommunication, grâce à l'attitude libérale qui dominait dans la Marche d'Ancône, à l'inverse de l'Italie du Nord et du reste de l'Europe où de telles circonstances auraient conduit à dresser des bûchers.

### Hameaux
Foce

### Communes limitrophes
Arquata del Tronto, Castelsantangelo sul Nera, Comunanza, Montefortino, Montegallo, Norcia